# Lithobius magnificus
Lithobius magnificus är en mångfotingart som beskrevs av Trotzina 1895. Lithobius magnificus ingår i släktet Lithobius och familjen stenkrypare. Inga underarter finns listade i Catalogue of Life.